# الحرية الأمريكية والقوة الكاثوليكية

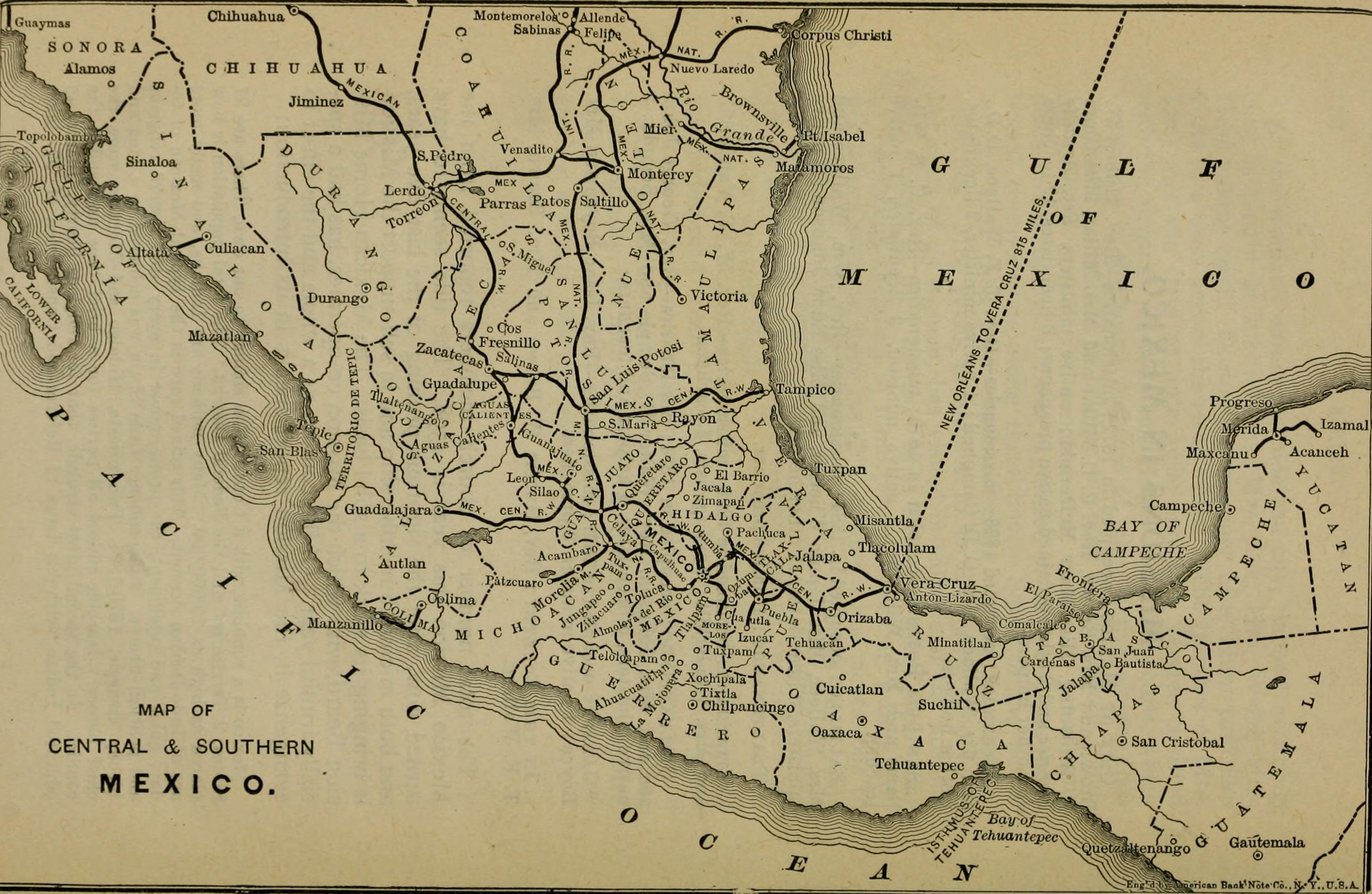
الولايات المتحدة 1900

الحرية الأمريكية والقوة الكاثوليكية كتاب معاد للكاثوليكية للكاتب الأمريكي بول بلانشارد، نشر في عام 1949 من قبل دار نشر باكون. أكد بلانشارد أن أمريكا لديها "مشكلة كاثوليكية" من حيث أن الكنيسة كانت "نظاما غير ديمقراطي للسيطرة الأجنبية". وقد وصف الكتاب بأنه دعاية وأنه "الأكثر مبيعا غير عادي في الفترة من 1949"-1950". اعتقد بعض المراجعين أن الكتاب دمج المشاعر القومية في معاداة الكاثوليكية، بما في ذلك أن الكنيسة كانت قوة أجنبية في أمريكا مصممة على السيطرة على العالم. في المقدمة، قال بلانشارد إنه لم يكن معارضا للدين الكاثوليكي أو للأمريكيين الكاثوليك، ولكن التسلسل الهرمي للكنيسة كان له تأثير لا مبرر له على التشريع والتعليم والممارسة الطبية.
بدأ الكتاب كسلسلة مثيرة للجدل من المقالات في صحيفة الامة و التي وضعت رئيس أساقفة نيويورك ضد إليانور روزفلت. على الرغم من بعض المقاومة، أصبح من أكثر الكتب مبيعا، وفاز من المثقفين المعروفين. وندد الكتاب الكاثوليك بها باعتبارها متعصبة وتستند إلى تحيز بروتستانتي طويل الأمد.

## كتابات في الأمة
بدأ بلانشارد في إجراء البحث وراء الكتاب في عام 1946 عندما أصبح قلقا بشأن تأثير العقيدة الكاثوليكية على ممارسة التوليد. في أواخر 1940 نشر سلسلة من المقالات التي شككت وانتقدت أنشطة وأهداف محددة للكنيسة الكاثوليكية في الولايات المتحدة. ضغط الكاردينال فرانسيس سبيلمان، رئيس أساقفة نيويورك، على مكتبات مدارس نيويورك لإلغاء الاشتراكات في صحيفة «ذا نيشن»، وهو إجراء نددت به إليانور روزفلت.  شكلت سلسلة المقالات الأساس للكتاب الذي نشرته دار نشر باكون في سلسلة كتبها بعنوان «سلسلة في الحرية والسلطة».

## الاستقبال والنقد
عندما صدر الكتاب، رفضت صحيفة نيويورك تايمز قبول الإعلان عن الكتاب ورفضت العديد من المكتبات حمله. ومع ذلك، باع الكتاب 240,000 نسخة في طبعته الأولى.أشاد به جون ديوي وألبرت أينشتاين وبرتراند راسل وهنري سلون كوفين وهوراس كالين بالإضافة إلى مراجعين علميين. كتب جيمس م. أونيل عملا من أعمال الطعن والكاثوليكية والحرية الأمريكية ونشر في عام 1952. كان تعقيب بلانشارد على أونيل وآخرين هو كتيب "النقاد الكاثوليك". نشر بلانشارد طبعة ثانية قامت بتحديث الكتاب. كان بلانشارد في وقت لاحق من المعجبين الصريحين بجون كينيدي. ويصفه ويليام أ. دونوهيو من الرابطة الكاثوليكية للحقوق الدينية والمدنية بأنه كتاب "مليء بالكراهية" أثار "الشائعات القديمة عن "الولاءات المزدوجة" وتضمن "القمامة" مثل "الخطة الكاثوليكية لأمريكا" لبلانشارد، والتي يزعم أنها تنطوي على "الاستيلاء على الحكومة، وإلغاء التعديل الأول، وحظر الطلاق، وجعل البابا الرئيس الرسمي للرئيس".يلاحظ فيليب جينكينز، المؤلف البروتستانتي لكتاب "معاداة الكاثوليكية الجديدة: التحيز الأخير المقبول"، أن الكتاب يحتوي على أصداء لآراء جمعية الحماية الأمريكية وكو كلوكس كلان، وعلى الرغم من أن خطة بلانشارد "للمقاومة" للكاثوليكية لم تصف عنف أسلافهم السابقين المناهضين للكاثوليكية، إلا أنه في ظل الحرب العالمية الثانية. سيقرأ القراء كلمة مقاومة ليكون لها مثل هذا التأثير.
يقول المؤلف الكاثوليكي روبرت لوكوود إن العمل يقدم أساسا حجة علمانية، على الرغم من وجود أساسه في معاداة الكاثوليكية الإنجليزية من مجموعة بروتستانتية.

## الطبعة الثانية
أصدرت دار نشر باكون طبعة ثانية منقحة في عام 1958. في مقدمة الطبعة المنقحة، كتب بلانشارد:
"لقد مر ما يقرب من عشر سنوات منذ نشر الحرية الأمريكية والسلطة الكاثوليكية ككتاب، وأكثر من عقد من الزمان إلى حد ما منذ ظهور أجزاء كبيرة من هذا العمل في شكل مجلة. وأعرب عن تقديري لأولئك القراء الأمريكيين والأجانب (عدة ملايين) الذين جعلوا من الممكن المرور المعجزة لهذا الكتاب من خلال تقلبات ستة وعشرين طبعة في هذا البلد وخارجه.
- لم يستقطب أي كتاب في السنوات الأخيرة وابلا أثقل من البطاريات الكنسية. غالبا ما يطلق على العمل «مثير للجدل» - وأنا «عميد الجدل الأمريكي». لا يهمني أن أتنصل من اللقب، لأنني أعتبر الجدل في قضية جيدة مشرفا تماما. - هدفي هنا هو تحديث جميع البيانات الواقعية، لتغطية الأحداث الأكثر دراماتيكية وأهمية في معركة السلطة الكاثوليكية خلال العقد الماضي، وإضافة المزيد من الوثائق الوفيرة إلى السرد بحيث يمكن دعم كل تأكيد مثير للجدل بأحدث عناصر الأدلة من المصادر الكاثوليكية.
في الطبعة الثانية، تضمن بلانشارد ثلاث قضايا قال إن أي مرشح كاثوليكي للرئاسة الأمريكية يجب أن يعالجها: «المقاطعة الكاثوليكية للمدارس العامة، ودفع الأساقفة الكاثوليك للحصول على الأموال العامة، وتعيين سفير الفاتيكان».